# إيان هاميلتون
إيان هاميلتون (بالإنجليزية: Ian Hamilton)‏ (24 أغسطس 1946، تورونتو في كندا)؛ كاتب وروائي ويلزي-كندي.